# Gu Kaizhi
Gu Kaizhi (en xinès simplificat: 顾恺之; en xinès tradicional: 顧愷之; en pinyin: Gù Kǎizhī) fou un cèlebre pintor xinès del segle iv. Nascut a Wuxi, província de Jiangsu. La data aproximada del seu naixement és el 344 i la de la seva mort l'any 408, a Nanjing.
Va pintar per primera vegada a Nanjing el 364. El 366, es va convertir en oficial (Da Sima Canjun o assistent al ministre de defensa, 大司馬參軍). Més tard va ser promogut a oficial reial (Sanji Changshi or Cavaller a l’espera de l'emperador, 散騎常侍). També era un poeta talentós i cal·lígraf.
És àmpliament reconegut com un dels pares fundadors de la pintura xinesa clàssica. La seva contribució a l'art de la pintura no sols va definir la representació visual en la seva època, sinó que també va establir les bases per al desenvolupament de l'estètica pictòrica en segles posteriors. A través de la seva obra, va combinar habilitat tècnica, sensibilitat emocional i un profund enteniment de la filosofia i la literatura.

## Estil i tècnica
L'estil de Gu Kaizhi és caracteritzat pel seu ús magistral del traç lineal, que es converteix en un mitjà principal per a expressar tant la forma com l'esperit dels seus subjectes. Les seves línies són dinàmiques i fluides, reflectint un èmfasi en la vitalitat interna en lloc d'una representació merament externa. Aquest enfocament va ser revolucionari, alineant-se amb el concepte xinès de "qi yun" (ressonància espiritual), fonamental per a la crítica artística de l'època.
Una de les característiques més notables de la seva obra és la seva habilitat per a capturar l'essència emocional de les figures humanes, dotant-les d'individualitat i narrativa psicològica. Això és evident en les seves il·lustracions de textos morals i filosòfics, on els gestos i expressions reforcen el missatge subjacent.

## Obres i tractats
Fou autor de tres tractats sobre pintura. Les seves obres només per les còpies que es conserven entre les quals destaquen: 

### ”Admonicions de les Institutrius a les Dames del Palau” (女史箴圖)
El "Admonitions of the Instructress to the Court Ladies" (Admonitions Scroll), atribuït a Gu Kaizhi, és una de les peces més icòniques de la pintura xinesa primerenca. Basat en un poema de Zhang Hua, aquest rotllo pintat no sols il·lustra episodis narratius amb un disseny visual impecable, sinó que també incorpora principis confucians sobre moralitat i conducta. Encara que l'autenticitat del rotllo que es conserva en el Museu Britànic ha estat debatuda, és indiscutible que reflecteix les innovacions de Gu en la narrativa pictòrica i l'estètica de la dinastia Jin.
Aquesta pintura, datada entre els segles VI i VIII dC, probablement una còpia de la dinastia Tang primerenca, il·lustra nou històries d'una sàtira política sobre l'Emperadriu Jia Nanfeng escrita per Zhang Hua (ca. 232–302). A partir del segle VIII, molts col·leccionistes i emperadors van deixar segells, poemes i comentaris en el pergamí.
El rotllo d'Admonicions va ser emmagatzemat en el tresor de l'emperador fins que va ser saquejat per l'exèrcit britànic a la Revolta de Boxer el 1900. Ara es troba a la col·lecció del Museu Britànic, faltant les tres primeres escenes. Hi ha una altra còpia supervivent d'aquesta pintura, feta durant la dinastia Song i que ara es troba al Museu del Palau de Pequín. La versió de Song està completa en dotze escenes.
El rotllo d'Admonicions és un exemple primerenc de com la pintura es va convertir en un mitjà per a transmetre valors ètics i socials a la Xina. L'enfocament de Gu Kaizhi a capturar l'"esperit" dels personatges, en lloc d'una representació merament física, va establir un estàndard en l'art xinès.

### ”Nimfa del riu Luo” (洛神賦)
Nimfa del riu Luo és una pintura de Gu que il·lustra un poema escrit per Cao Zhi (192-232). Han sobreviscut tres còpies que daten de la dinastia Song.  Una còpia es troba actualment al Museu del Palau de Pequín, i una altra es troba ara a la Freer Gallery de Washington, DC. La tercera va ser portada a Manxúria per l'últim emperador Pu Yi (1906–1967) mentre era l'emperador titella de Manchukuo sota domini japonès. Quan els japonesos es van rendir el 1945 la pintura va desaparèixer. Després de deu anys, el Museu de la Província de Liaoning el va recuperar.
El poema descriu la trobada imaginària i romàntica del príncep Cao Zhi amb la nimfa, o deessa, del riu Luo a la Xina central. S'enamoren, però finalment se separen l'un de l'altre. El príncep i la deessa es representen repetidament en diferents seccions de la pintura, identificables pel mateix estil de tocat i cabell. Cada secció explica una part de la història. La pintura fa servir colors clars. Les figures, els arbres, els núvols i les muntanyes es van definir primer amb contorns i després es van omplir amb la tecnica del rentat de color.

### ”Dones savies i benevolents” (列女仁智圖)
De “Dones sàvies i benevolents” sobreviu una còpia del segle xiii que data de la dinastia Song, i actualment es troba al Museu del Palau de Pequín. Il·lustra un subconjunt de les dones descrites en l'obra anomenada “Biografies de Dones Exemplars” de la dinastia Han. El seu desplaçament de 5 metres de llarg es divideix en 10 seccions, amb cada secció que conté una descripció curta de l'escena.